# ويليام ديليسل
ويليام ديليسل (بالفرنسية: Guillaume Delisle)‏ هو عالم رسم الخرائط فرنسي، ولد في 28 فبراير 1675 في باريس في فرنسا، وتوفي بنفس المكان في 25 يناير 1726.

## معرض صور

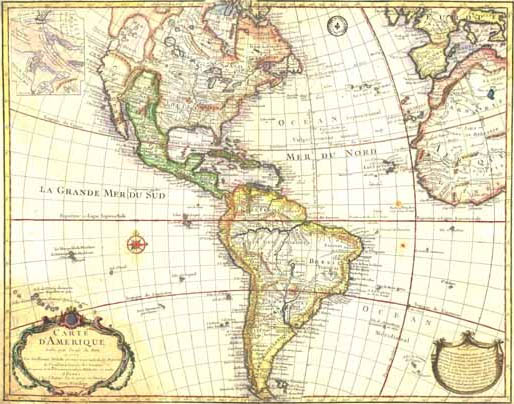
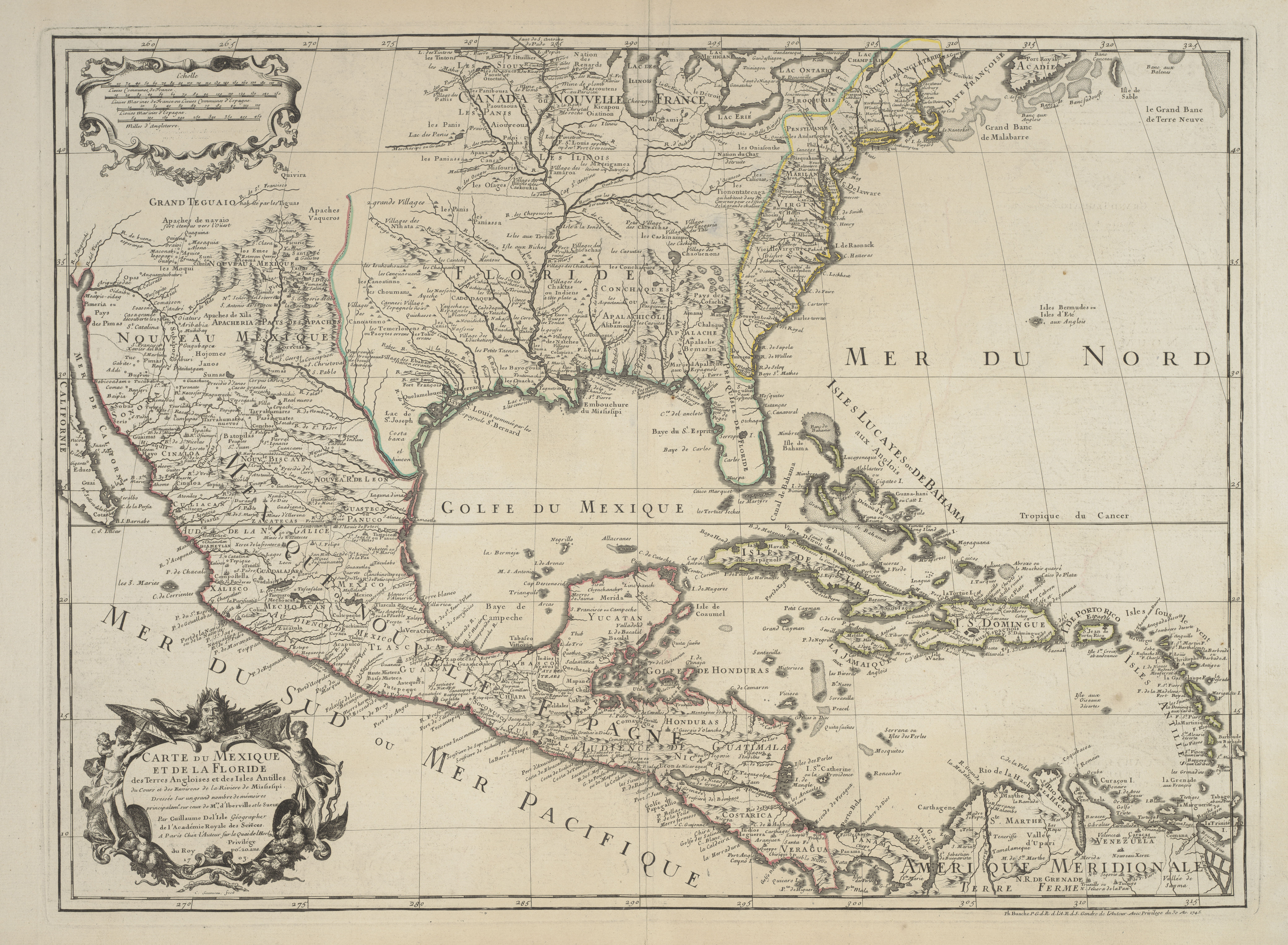
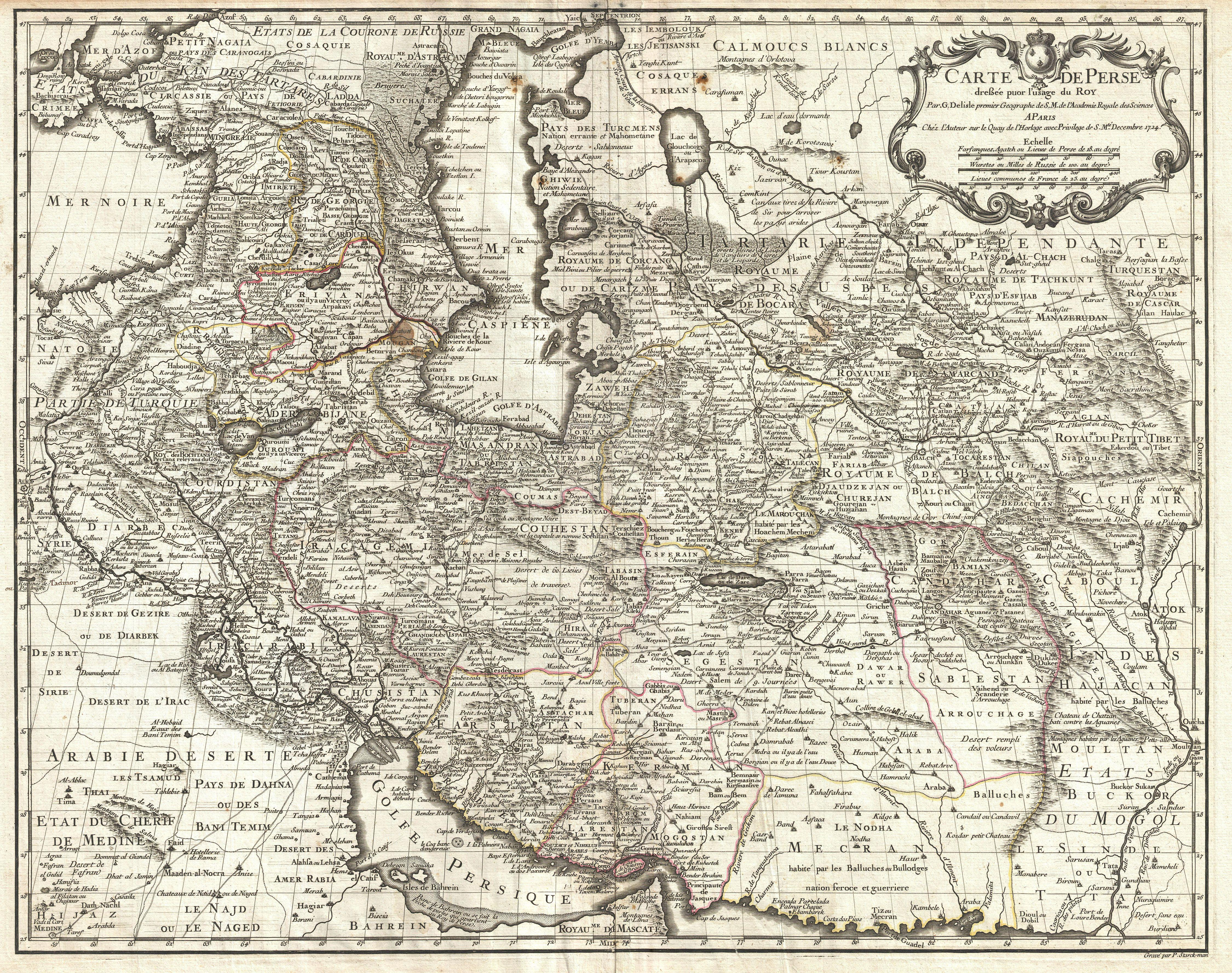
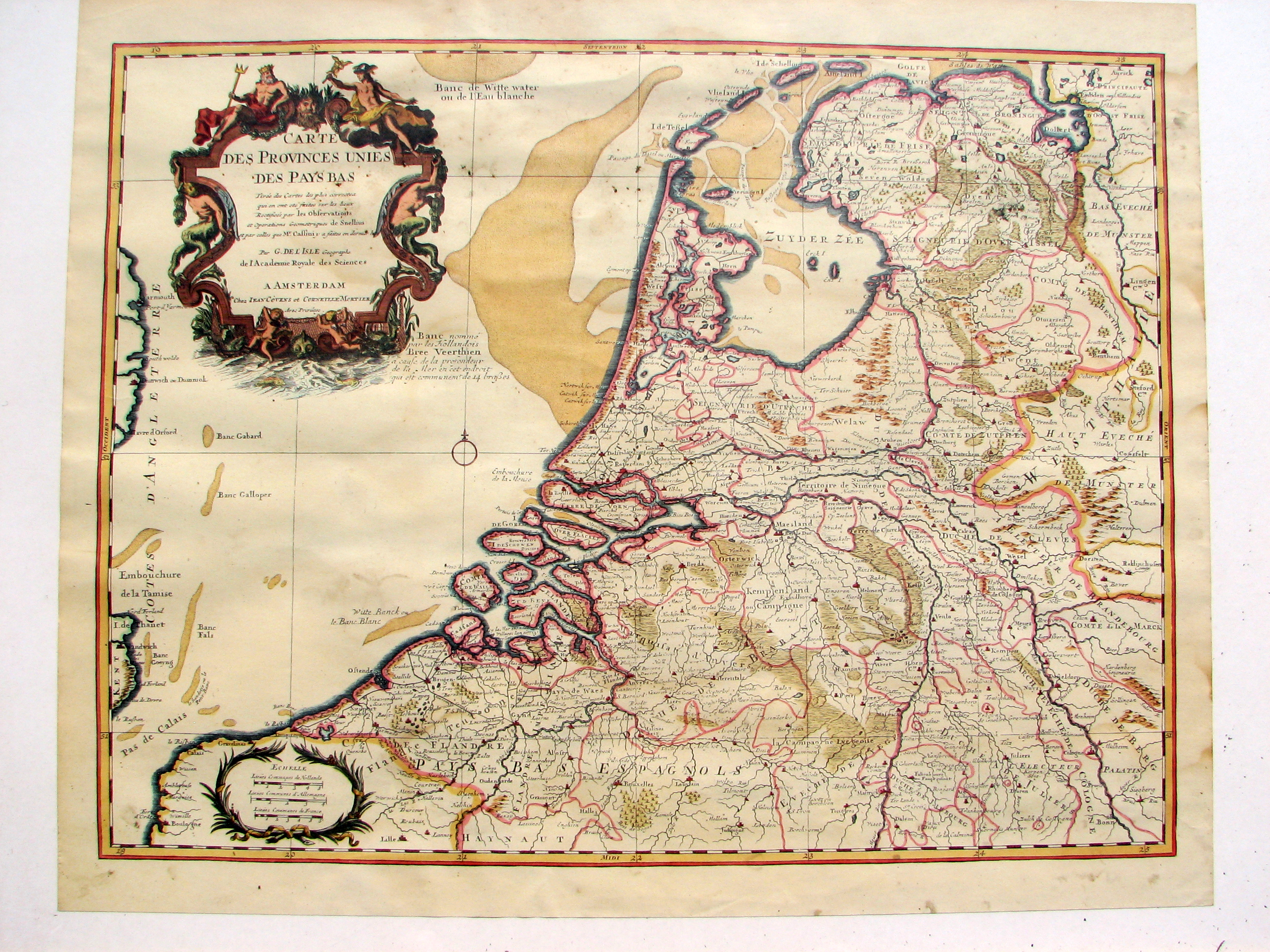
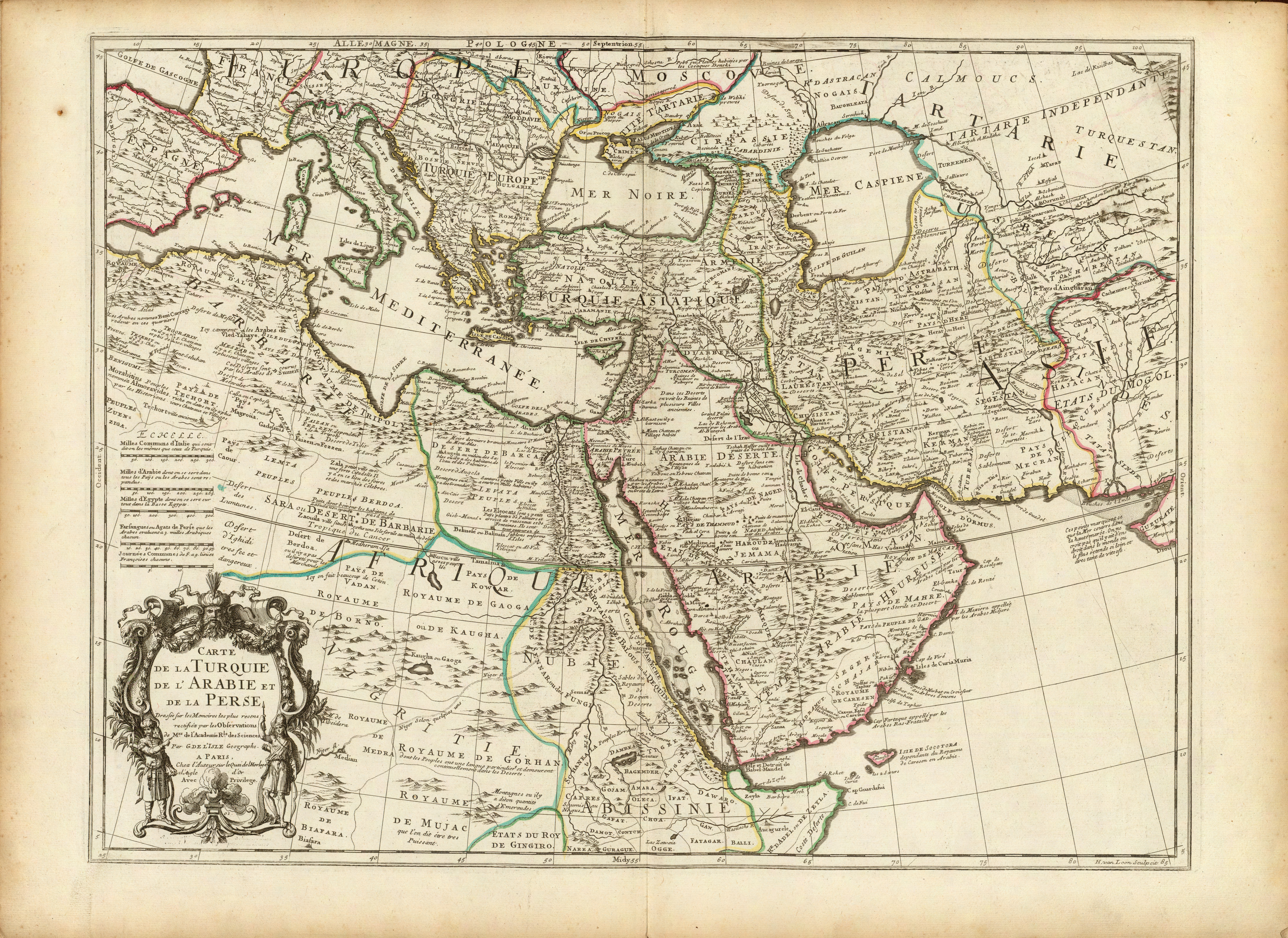

## وصلات خارجية
- ويليام ديليسل على موقع الموسوعة البريطانية (الإنجليزية)